# Kim Soo-mi
Kim Soo-mi (kor. 김수미; ur. 3 września 1949 w Gunsan, zm. 25 października 2024 w Seulu) – południowokoreańska aktorka.

## Kariera
Miała bogatą karierę w filmie i telewizji. Zadebiutowała w konkursie talentów w 1970 roku, a następnie zyskała sławę w serialu telewizyjnym Country Diaries. Ten przełomowy serial telewizyjny był emitowany przez prawie 20 lat, czyniąc ją jedną z najpopularniejszych koreańskich aktorek lat 80.
W 2003 roku zagrała epizod jako ajumma, która przeklinała w komedii Jang Na-ra Oh! Happy Day!. Z powodzeniem odmieniła swój wizerunek i odświeżyła swoją trochę podupadającą już karierę. Szybko stała się znana w koreańskim przemyśle rozrywkowym jako „Królowa Ad-libu”, a jej talent komediowy został zaprezentowany w wielu jej kolejnych projektach, w szczególności Mapado, Twilight Gangsters, Granny's Got Talent (2015) i sequelach Marrying the Mafia.
Kim zyskała również rozgłos dzięki swoim występom w poważniejszych produkcjach, takich jak Barefoot Ki-bong z 2006 roku, wzruszający obraz o mężczyźnie z upośledzeniem umysłowym. Jej film Late Blossom z 2011 roku to romans między dwiema starszymi parami, temat rzadko poruszany w koreańskim kinie. Ten niskobudżetowy film niezależny stał się niespodziewanym hitem, a za rolę kobiety cierpiącej na chorobę Alzheimera zdobyła nagrodę na festiwalu filmowym Blue Dragon Film Awards w kategorii najlepszej aktorki drugoplanowej.
Kim Soo-mi zmarła 25 października 2024 roku w wieku 75 lat.